# 德扬·达博维奇
德扬·达博维奇（羅馬化：Dejan Dabović，1944年8月3日—2020年12月6日），塞尔维亚男子水球运动员。他曾代表南斯拉夫国家队参加1968年和1976年夏季奥林匹克运动会水球比赛，获得一枚金牌。